# Igumenitsa
Igumenitsa (en grec Ηγουμενίτσα, en albanès Gumenicë) és una ciutat costanera del nord-oest de Grècia, vora la mar Jònica. És la capital de la prefectura o nomós de Thesprotia. Antigament era coneguda amb el nom de Titani.
Igumenitsa és una població pintoresca amb molta vegetació i platges d'aigua cristal·lina pels voltants. La nova Via Egnatia, una autopista de 670 km, travessa el nord de Grècia des d'Igumenitsa fins a Istanbul.

## Subdivisions
- Ethiniki Antistasi
- Igumenitsa
- Lakka
- Liofyta
- Pestaniotika

## Districtes municipals
- Hàgia Marina
  - Myloi
  - Vasilikos
- Hàgios Vlassios
- Graikochori
  - Drosia
  - Filothei
- Kastri
- Kryovrysi
- Ladochori
- Mavroudi
  - Pigadi
- Nea Selefkia
  - Ampelia

## L'antiga Titani
A l'edat antiga, Igumenitsa era coneguda com a Titani, Gitani, Gitana o Goumani, i era la més important de les poblacions del regne de Thesprotis durant el segle iv aC. Ocupava 28 hectàrees, les muralles dividien la ciutat en dos i s'hi han localitzat restes de dos temples. Malauradament, però, la ciutat fou destruïda i annexionada per l'Imperi Romà el 167 aC.